# Gobierno de Letonia
El Gobierno de Letonia es el gobierno central de Letonia. La Constitución de Letonia (Satversme) describe la nación como una república parlamentaria representada por un Parlamento (Saeima) unicameral y por el Consejo de Ministros de la Letonia, que forman la rama ejecutiva del Gobierno de Letonia. 
Desde principios de 2000 las reuniones de gabinete en Letonia están abiertas al público. En junio de 2013 el gobierno de Letonia se convirtió en uno de los primeros en Europa en ofrecer transmisiones en directo de las reuniones de gabinete. El gabinete titular actual es el gabinete de Evika Siliņa desde el 15 de septiembre de 2023.

## Ministerios
El gobierno actual es el Gabinete Siliņa desde el 15 de septiembre de 2023:
| Ministerio                                               | Nombre                  | Partido                        | Fecha                    |
| -------------------------------------------------------- | ----------------------- | ------------------------------ | ------------------------ |
| Primera ministra                                         | Evika Siliņa            | Nueva Unidad                   | 15 de septiembre de 2023 |
| Ministerio de Agricultura                                | Armands Krauze          | Unión de Verdes y Agricultores | 15 de septiembre de 2023 |
| Ministerio de Asuntos Exteriores                         | Arturs Krišjānis Kariņš | Nueva Unidad                   | 8 de julio de 2023       |
| Ministerio de Bienestar Social                           | Uldis Augulis           | Unión de Verdes y Agricultores | 15 de septiembre de 2023 |
| Ministerio de Clima y Energía                            | Kaspars Melnis          | Unión de Verdes y Agricultores | 15 de septiembre de 2023 |
| Ministerio de Cultura                                    | Agnese Logina           | Progresistas                   | 15 de septiembre de 2023 |
| Ministerio de Defensa                                    | Andris Sprūds           | Progresistas                   | 15 de septiembre de 2023 |
| Ministerio de Economía                                   | Viktors Valainis        | Unión de Verdes y Agricultores | 15 de septiembre de 2023 |
| Ministerio de Educación y Ciencia                        | Anda Čakša              | Nueva Unidad                   | 14 de diciembre de 2022  |
| Ministerio de Finanzas                                   | Arvils Ašeradens        | Nueva Unidad                   | 15 de septiembre de 2023 |
| Ministerio de Interior                                   | Rihards Kozlovskis      | Nueva Unidad                   | 15 de septiembre de 2023 |
| Ministerio de Justicia                                   | Inese Lībiņa-Egnere     | Nueva Unidad                   | 14 de diciembre de 2022  |
| Ministerio de Protección Ambiental y Desarrollo Regional | Inga Bērziņa            | Nueva Unidad                   | 15 de septiembre de 2023 |
| Ministerio de Salud                                      | Hosams Abu Meri         | Nueva Unidad                   | 15 de septiembre de 2023 |
| Ministerio de Transporte                                 | Kaspars Briškens        | Progresistas                   | 15 de septiembre de 2023 |

## Lista de gobiernos
|    | Gobierno        | Fechas                                             | Primer Ministro    | Coalición de partidos                  |
| -- | --------------- | -------------------------------------------------- | ------------------ | -------------------------------------- |
| 1  | Godmanis I      | 7 de mayo de 1990 – 3 de agosto de 1993            | Ivars Godmanis     | LTF, LC                                |
| 2  | Birkavs         | 3 de agosto de 1993 – 19 de septiembre de 1994     | Valdis Birkavs     | LC, LZS, LZP                           |
| 3  | Gailis          | 19 de septiembre de 1994 – 21 de diciembre de 1995 | Māris Gailis       | LC, TPA, LZS, LZP, TB                  |
| 4  | Šķēle I         | 21 de diciembre de 1995 – 13 de febrero de 1997    | Andris Šķēle       | DPS, TB, LC, LNNK, LZS, LZP, LVP       |
| 5  | Šķēle II        | 13 de febrero de 1997 – 7 de agosto de 1997        | Andris Šķēle       | DPS, TB, LC, LNNK, LZS, LZP, KDS       |
| 6  | Krasts          | 7 de agosto de 1997 – 26 de noviembre de 1998      | Guntars Krasts     | TB/LNNK, LC, LZS, LZP, DPS, KTP        |
| 7  | Krištopans      | 26 de noviembre de 1998 – 16 de julio de 1999      | Vilis Krištopans   | LC, TB, JP, LSDSP                      |
| 8  | Šķēle III       | 16 de julio de 1999 – 5 de mayo de 2000            | Andris Šķēle       | TP, LC, TB/LNNK                        |
| 9  | Bērziņš         | 5 de mayo de 2000 – 7 de noviembre de 2002         | Andris Bērziņš     | LC, TP, TB/LNNK, JP                    |
| 10 | Recibeše        | 7 de noviembre de 2002 – 9 de marzo de 2004        | Einars Recibeše    | JL, ZZS, TB/LNNK, LPP                  |
| 11 | Emsis           | 9 de marzo de 2004 – 2 de diciembre de 2004        | Indulis Emsis      | ZZS, TP, LPP                           |
| 12 | Kalvītis I      | 2 de diciembre de 2004 – 7 de noviembre de 2006    | Aigars Kalvītis    | TP, ZZS, LPP, JL                       |
| 13 | Kalvītis II     | 7 de noviembre de 2006 – 20 de diciembre de 2007   | Aigars Kalvītis    | TP, ZZS, LPP/LC, TB/LNNK               |
| 14 | Godmanis II     | 20 de diciembre de 2007 – 12 de marzo de 2009      | Ivars Godmanis     | LPP/LC, TP, ZZS, TB/LNNK               |
| 15 | Dombrovskis I   | 12 de marzo de 2009 – 3 de noviembre de 2010       | Valdis Dombrovskis | JL, TP, ZZS, TB/LNNK, PS               |
| 16 | Dombrovskis II  | 3 de noviembre de 2010 – 25 de octubre de 2011     | Valdis Dombrovskis | Unidad, ZZS                            |
| 17 | Dombrovskis III | 25 de octubre de 2011 – 22 de enero de 2014        | Valdis Dombrovskis | Unidad, RP, Alianza Nacional           |
| 18 | Straujuma       | 22 de enero de 2014 – 5 de noviembre de 2014       | Laimdota Straujuma | Unidad, RP, Alianza Nacional (AN), ZZS |
| 19 | Straujuma II    | 5 de noviembre de 2014 – 11 de febrero de 2016     | Laimdota Straujuma | Unidad, Alianza Nacional (AN), ZZS     |
| 20 | Kučinskis       | 11 de febrero de 2016 – 23 de enero de 2019        | Māris Kučinskis    | Unidad, Alianza Nacional (AN), ZZS     |
| 21 | Kariņš          | 23 de enero de 2019 – 14 de diciembre de 2022      | Krišjānis Kariņš   | K, AP!, NA, KPV LV (2019-2021), JV     |
| 22 | Kariņš II       | 14 de diciembre de 2022 – 15 de septiembre de 2023 | Krišjānis Kariņš   | JV, NA, AS                             |
| 23 | Siliņa          | 15 de septiembre de 2023 – Actualidad              | Evika Siliņa       | JV, ZZS, PRO                           |